# 2008 au Liban
Chronologie du Liban
- 2004
- 2005
- 2006
- 2007
- 2008
- 2009
- 2010
- 2011
- 2012

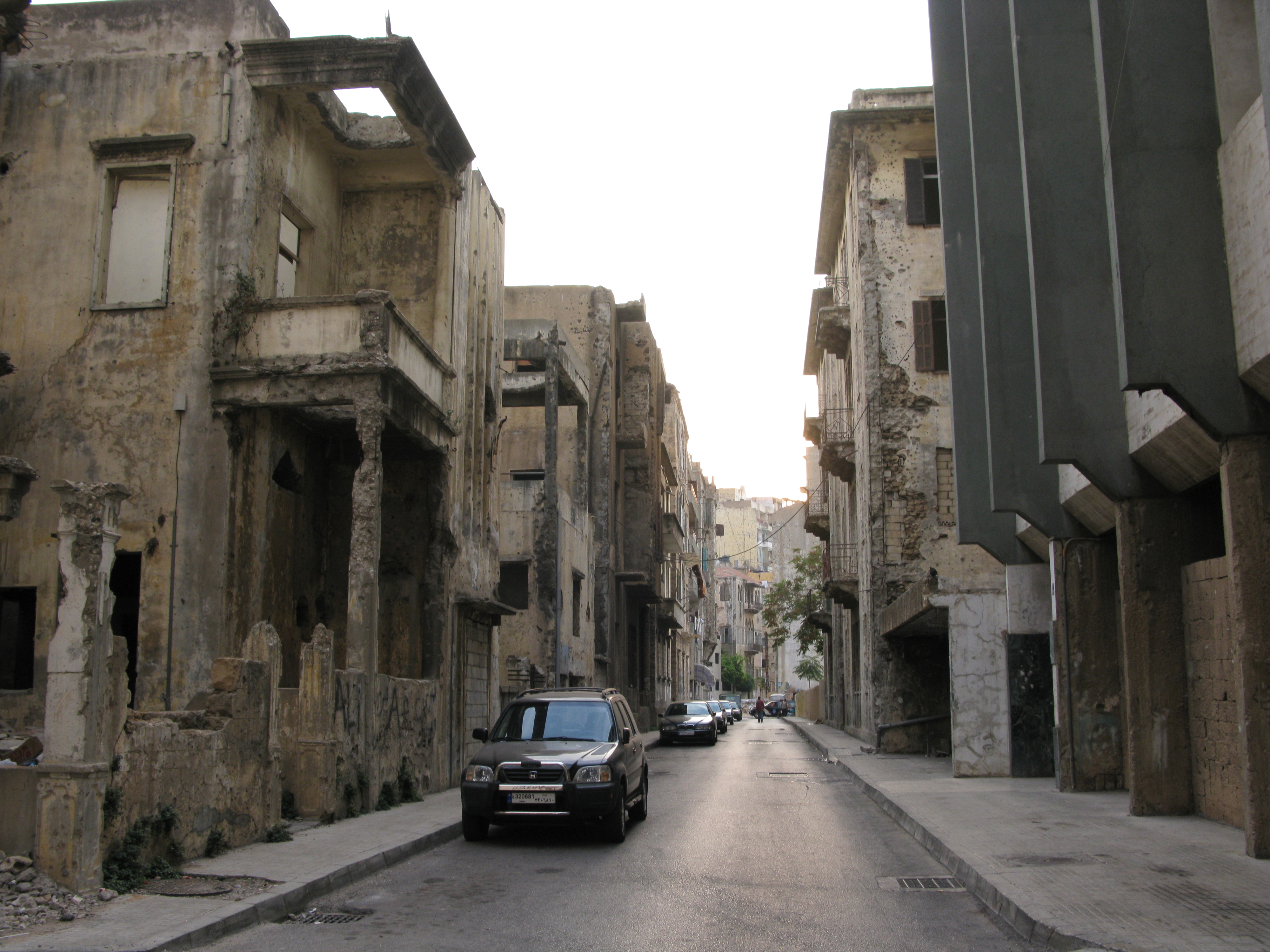
Rue de Beyrouth endommagée par la Guerre du Liban, 2008.

Cet article traite des événements qui se sont produits durant l'année 2008 au Liban.

## Chronologie

### Janvier 2008
- Samedi 12 janvier 2008 : Élection présidentielle.

### Février 2008
- Mardi 12 février 2008 : Imad Moughniyeh, un des principaux chefs du Hezbollah chiite libanais est tué dans une mystérieuse explosion à Damas. Recherché par le Mossad, la CIA et Interpol depuis les années 1980, il était un des plus dangereux activistes du mouvement, un partisan de la guerre clandestine et un théoricien de l'attentat à la voiture piégée et de la prise d'otages. Il est soupçonné d'être l'organisateur des attaques meurtrières contre l'ambassade américaine à Beyrouth et contre les bases des Marines américains et des paras français, qui en 1983, avaient forcé les Occidentaux à se retirer du Liban. Il était depuis chargé des actions clandestines du Hezbollah et des liaisons avec la Syrie et l'Iran.

- Jeudi 28 février 2008 : Le gouvernement américain annonce l'envoi du destroyer USS Cole au large du Liban dans le but de soutenir le gouvernement pro-occidental de Fouad Siniora face à l'opposition pro-syrienne et au Hezbollah.

### Mars 2008
- Dimanche 2 mars 2008 : Des manifestations sont organisées dans les douze camps de réfugiés palestiniens du sud-Liban. Regroupant plus de quatre cent mille réfugiés palestiniens, citoyens de seconde zone et privés de toute représentation et de tout espoir, ces camps sont en passe de devenir des poudrières incontrôlables où prospèrent de nombreux mouvements islamistes en particulier ceux liés à l'islam sunnite radical, d'autant plus qu'ils veulent empêcher que le Liban ne bascule définitivement dans l'axe chiite construit par l'Iran.

- Jeudi 13 mars 2008 : Disparition en France du controversé témoin Zouheir Assadiq de son domicile de Chatou. Ancien membre des services de renseignement syriens, recruté par le clan Hariri, il déposa des déclarations devant la justice internationale, chargeant le gouvernement syrien et son allié libanais, le président de la République Émile Lahoud[1]

- Lundi 24 mars 2008 :
  - La dix-septième tentative d'accord des députés pour élire un nouveau président a échoué et la session parlementaire est repoussée au 22 avril prochain. Le blocage porte non pas sur le candidat, le général Michel Sleimane, l'ancien chef d'état-major de l'armée, accepté par une grande majorité des parties, mais sur la composition du gouvernement et sur la demande de l'opposition de bénéficier d'un droit de véto sur les décisions du cabinet.
  - Quarante jour après la mort d'Imad Moughniyeh, tué dans une mystérieuse explosion à Damas, le chef du hezbollah chiite, Hassan Nasrallah a affirmé qu'il vengerait la mort de son adjoint accusant Israël d'avoir commandité l'assassinat : « Les Israéliens sont inquiets et ils ont raison de l'être. Nous choisirons le moment, le lieu, la manière et le moyen de nous venger. »

- Mercredi 26 mars 2008 : Le film d'animation "Persepolis" de Marjane Satrapi, traitant de la révolution islamique iranienne, est interdit de diffusion par la Sureté générale, alors que des copies pirates sont vendues dans la banlieue sud, zone sous contrôle du Hezbollah chiite. Dès le lendemain le Ministère de l'Intérieur décide finalement d'autoriser la diffusion.

- Jeudi 27 mars 2008 : Selon les services de renseignements israéliens, le Hezbollah aurait en sa possession de nouvelles roquettes iraniennes d'une portée de 300 kilomètres ce qui met désormais à sa portée, depuis le Liban sud, l'ensemble du territoire israélien, y compris Jérusalem, Tel-Aviv et la centrale nucléaire de Dimona. En 2006, le Hezbollah, qui possédait quelque quatorze mille roquettes d'une portée de 70 km, en avait tiré près de quatre mille, paralysant tout le nord d'Israël.

- Samedi 29 mars 2008 : Réunion à Damas pendant deux jours du sommet de la Ligue arabe qui n'a permis aucune avancée sur la question libanaise, mais a accentué la division entre la Syrie et les principaux pays arabes alliés des États-Unis dont l'Arabie saoudite et l'Égypte. De nombreux pays arabes ont boycotté ce sommet. Finalement une déclaration exhorte les parties libanaises à s'entendre « le plus vite possible […] pour permettre l'élection du candidat consensuel, le général Michel Sleimane. » La prochaine réunion du collège électoral est fixée au 22 avril prochain.

- Dimanche 30 mars 2008 : Un camion du hezbollah chargé d'armes force un barrage de casques bleus italiens près de Tyr.

### Avril 2008
- Mardi 22 avril 2008 : En marge d'une réunion internationale à Koweït City, les ministres des Affaires étrangères français, syrien et iranien, - Bernard Kouchner, Walid Mouallem et Manouchehr Mottaki - ont confronté leurs positions sur la crise libanaise.

- Dimanche 27 avril 2008 : Des hommes armées du Hezbollah ont enlevé dans la banlieue sud de Beyrouth, le représentant du Parti socialiste  français à la réunion de l'Internationale socialiste, Karim Pakzad. Il a été libéré après cinq heures d'interrogatoire.

### Mai 2008
- Lundi 5 mai 2008 : Le gouvernement pro-occidental de Fouad Siniora décide de limoger l'officier en chef responsable de la sécurité de l'aéroport de Beyrouth et de démanteler le réseau de télécommunications privé du Hezbollah.

- Mercredi 7 mai 2008 : Le Hezbollah réplique aux mesures décidées le 5 par le gouvernement en bloquant les accès à l'aéroport de Beyrouth. Des affrontements débutent avec les partisans sunnites de Fouad Siniora. Après trois jours d'affrontements et de durs combats, les milices chiites du Hezbollah, s'emparent des quartiers musulmans à majorité sunnite de l'ouest de Beyrouth (Kantar, Hamra, Ramlet-el Bayda, Tarik Jdide). Les combats ont fait 14 morts et une vingtaine de blessés. L'est chrétien n'a pas été touché par les combats. Selon Samir Geagea, « cette tentative de coup d'État a définitivement mis fin à la légitimité du Hezbollah en tant que mouvement de résistance ».

- Dimanche 11 mai 2008 : cessez-le-feu après 5 jours de combats.

- Mercredi 14 mai 2008 : une délégation de la Ligue arabe est arrivée à Beyrouth pour mener la médiation entre la majorité et l'opposition libanaise avec pour but de « s'assurer que toutes les parties retournent à la table des négociations » selon le porte-parole du président de l'assemblée Nabih Berri. La presse évoque un scénario de compromis : annulation des deux décisions du gouvernement prises à l'encontre du Hezbollah — enquête sur le réseau téléphonique privée du Hezbollah et le limogeage du directeur de la sécurité de l'aéroport — contre la levée des barrages.

- Jeudi 15 mai 2008 : à la suite du recul du gouvernement, le Hezbollah autorise la levée des barrages bloquant Beyrouth-Ouest et l'accès à l'aéroport. Le conflit a fait un total de 65 morts.

- Mercredi 21 mai 2008 : annonce de l'accord interlibanais, passé à Doha au Qatar sous l'égide d'un comité spécial de la Ligue arabe, qui met fin à une crise politique de dix-huit mois. Cet accord est un succès pour le Hezbollah et ses alliés chrétiens du Courant patriotique libre du général Michel Aoun. Parmi les termes de l'accord : l'élection du général Michel Sleimane à la présidence de la République, un gouvernement d'union nationale comprenant 16 ministres pour la majorité, 11 pour l'opposition et 3 choisis par le président et des élections législatives prévues pour juin 2009 selon la loi électorale de 1960. Le Hezbollah conserve le droit de garder ses armes mais l'accord stipule « l'interdiction du recours aux armes ou à la violence à des fins politiques ». L'opposition lève son campement de tentes installées depuis décembre 2006 dans le centre de Beyrouth.

- Dimanche 25 mai 2008 : Le général Michel Sleimane est élu président de la République. Cette élection met fin au blocage des institutions politiques du pays après six mois de vacances de la présidence.

### Novembre 2008
- Jeudi 20 novembre 2008 : Le premier ministre français François Fillon est en visite de deux jours. Accueilli par le premier ministre Fouad Siniora il est reçu par le président Michel Sleimane. Un certain nombre d'accords économiques sont prévus à la signature.

### Décembre 2008
- Mardi 3 décembre 2008 : Publication du 11e rapport d'étape de la commission d'enquête internationale sur l'assassinat du premier ministre Rafic Hariri le 14 février 2005 dans un attentat à la camionnette piégée à Beyrouth qui a tué 22 autres personnes. La Commission a fait « de nouvelles découvertes qui aident à identifier l'origine géographique possible du kamikaze », a recueilli « de nouvelles informations qui lui permettront peut-être de lier de nouveaux individus au réseau qui a perpétré l'assassinat » et a aussi « découvert de nouveaux éléments permettant de corroborer l'existence de liens entre l'assassinat d'Hariri et d'autres attentats avec lesquels de tels liens avaient déjà été établis ».

- Mardi 16 décembre 2008 : Le ministre de la Défense Elias Murr, à l'issue de négociations avec son homologue russe, Anatoli Serdioukov annonce que la Russie a « accepté de livrer au Liban dix chasseurs MIG-29 ». Dès le lendemain, le ministère russe de la Défense annonce offrir « au Liban au titre d'une aide technico-militaire dix chasseurs russes MIG-29 parmi ceux qui sont déjà en service ».

- Vendredi 19 décembre 2008 : Les États-Unis vont fournir des chars M-60, des armes de précision et du matériel pour combat en milieu urbain à l'armée libanaise. Depuis 2006, les États-Unis ont fourni une aide militaire de l'ordre de 410 millions de dollars essentiellement des armes légères et des véhicules.

- Jeudi 25 décembre 2008 : L'armée libanaise annonce avoir découvert, dans la région côtière du sud entre Naqoura et Tair Harfa, sept missiles pointés vers Israël. La zone concernée est un fief du Hezbollah chiite et se situe à moins de 5 kilomètres de la frontière. Fin novembre, le ministre israélien de la défense, Ehud Barak, a affirmé que le Hezbollah avait « triplé sa puissance de feu » depuis la guerre de 2006, assurant que le groupe possédait 42 000 missiles.

- Samedi 27 décembre 2008 : Le président du Conseil exécutif du Hezbollah libanais, Hachem Safieddine, dénonce la « complicité » de certains pays arabes avec Israël qui mène des raids meurtriers dans la bande de Gaza, lors d'une grande manifestation organisée par le parti chiite dans la banlieue sud de Beyrouth : « Les Américains ont pris la décision, les Israéliens l'ont exécutée et les Arabes ont été complices […] La complicité arabe est celle qui a ouvert la voie » à cette opération.

- Dimanche 28 décembre 2008 : Le secrétaire général du Hezbollah chiite libanais Hassan Nasrallah appelle le peuple égyptien à descendre « par millions » dans la rue pour forcer l'ouverture du terminal de Rafah, frontalier de la bande de Gaza : « Que le peuple sorte par millions dans la rue […] La police égyptienne peut-elle tuer des millions d'Égyptiens ? Peuple d'Égypte, vous devez ouvrir le terminal de Rafah avec la force de vos corps ».